# Almodóvar del Campo
Almodóvar del Campo település Spanyolországban, Ciudad Real tartományban. Almodóvar del Campo Abenójar, Ciudad Real, Almadén, Almadenejos, Argamasilla de Calatrava, Cabezarados, Cabezarrubias del Puerto, Puertollano, Torrecampo, Villamayor de Calatrava, Alamillo, Brazatortas, Conquista, El Guijo, Dos Torres és Santa Eufemia községekkel határos. Lakosainak száma 5706 fő (2024).

## Népesség
A település népessége az elmúlt években az alábbi módon változott:
| Lakosok száma | 7325 | 7011 | 6936 | 6820 | 6711 | 6582 | 6360 | 6027 | 5947 | 5706 |
|               | 2001 | 2004 | 2006 | 2009 | 2011 | 2014 | 2016 | 2019 | 2021 | 2024 |